# Джонс, Лакиша
ЛаКи́ша Энн Джонс-Дэ́вис (англ. LaKisha Ann Jones-Davis; 13 января 1980, Флинт, Мичиган, США) — американская певица и фотомодель.

## Биография

### Ранние годы
ЛаКиша Энн Джонс родилась 13 января 1980 года во Флинте (штат Мичиган, США), став единственным ребёнком в семье учителя. ЛаКиша была поднята своей бабушкой — Рут Джеффрсон Морис.

### Карьера
ЛаКиша начала свою певческую карьеру в 2007 году, став участницей музыкального 6-го сезона телешоу «American Idol», где в итоге она заняла 4-е место.
Также Джонс является моделью размера плюс.

### Личная жизнь
В 2000-х годах ЛаКиша состояла в фактическом браке, в котором она родила свою первую дочь — Брионн (род. 20.02.2003).
С 5 октября 2008 года ЛаКиша замужем за консультантом по финансам Ларри Дэвисом. В этом браке она родила свою вторую дочь — Аву ЛаРинн Дэвис (род. в сентябре 2009).